# Peltodytes duodecimpuntatus
Peltodytes duodecimpuntatus är en skalbaggsart. Peltodytes duodecimpuntatus ingår i släktet Peltodytes och familjen vattentrampare. Inga underarter finns listade i Catalogue of Life.